# Athlétisme aux Jeux du Commonwealth de 1982
Pour un article plus général, voir Jeux du Commonwealth de 1982.
Navigation
Les épreuves d'athlétisme des Jeux du Commonwealth 1982 se déroulent du 3 au 9 octobre 1982 au Queensland Sport and Athletics Centre de Brisbane, en Australie.

## Résultats

### Hommes
| Épreuves          | Or                                                                                | Argent                                                                      | Bronze                                                                    |
| ----------------- | --------------------------------------------------------------------------------- | --------------------------------------------------------------------------- | ------------------------------------------------------------------------- |
| 100 m             | Allan Wipper Wells 10 s 02                                                        | Ben Johnson 10 s 05                                                         | Cameron Sharp 10 s 07                                                     |
| 200 m             | Michael McFarlane Allan Wipper Wells 20 s 43                                      | Non décerné                                                                 | Cameron Sharp 20 s 55                                                     |
| 400 m             | Bertland Cameron 45 s 89                                                          | Rick Mitchell 46 s 61                                                       | Gary Minihan 46 s 68                                                      |
| 800 m             | Peter Bourke 1 min 45 s 18                                                        | James Maina Boi 1 min 45 s 45                                               | Christopher McGeorge 1 min 45 s 60                                        |
| 1 500 m           | Steve Cram 3 min 42 s 37                                                          | John Walker 3 min 43 s 11                                                   | Mike Boit 3 min 43 s 33                                                   |
| 5 000 m           | David Moorcroft 13 min 33 s 00                                                    | Nicholas Rose 13 min 35 s 97                                                | Peter Koech 13 min 36 s 95                                                |
| 10 000 m          | Gidamis Shahanga 28 min 10 s 20                                                   | Zacharia Barie 28 min 10 s 60                                               | Julian Goater 28 min 16 s 20                                              |
| Marathon          | Deek De Castella 2 h 09 min 18 s                                                  | Juma Ikaanga 2 h 09 min 30 s                                                | Michael Gratton 2 h 12 min 06 s                                           |
| 3 000 m steeple   | Julius Korir 8 min 23 s 94                                                        | Graeme Fell 8 min 26 s 64                                                   | Greg Duhaime 8 min 29 s 14                                                |
| 110 m haies       | Mark McKoy 13 s 37                                                                | Mark Holtom 13 s 43                                                         | Don Wright 13 s 58                                                        |
| 400 m haies       | Garry Brown 49 s 37                                                               | Peter Rwamuhanda 49 s 95                                                    | Gregory Rolle 50 s 50                                                     |
| Relais 4 × 100 m  | Nigeria Ikpoto Eseme Iziaq Adeyanju Lawrence Adegbehingbe Samson Oyeledun 39 s 15 | Canada Tony Sharpe Ben Johnson Desai Williams Mark McKoy 39 s 30            | Écosse Allan Wipper Wells Drew McMaster Gus McCuaig Cameron Sharp 39 s 33 |
| Relais 4 × 400 m  | Angleterre Gary Cook Philip Brown Steven Scutt Todd Bennett 3 min 05 s 45         | Australie Gary Minihan Greg Parker John Fleming Rick Mitchell 3 min 05 s 82 | Kenya Elisha Bitok James Boi John Anzrah Juma Ndiwa 3 min 06 s 33         |
| Saut en hauteur   | Milt Ottey 2,31 m                                                                 | Stephen Wray 2,31 m                                                         | Clarence Saunders 2,19 m                                                  |
| Saut à la perche  | Raymond Boyd 5,20 m                                                               | Jeff Gutteridge 5,20 m                                                      | Graham Eggleton 5,20 m                                                    |
| Saut en longueur  | Gary Honey 8,13 m                                                                 | Steve Hanna 7,79 m                                                          | Stephen Walsh 7,75 m                                                      |
| Triple saut       | Keith Connor 17,81 m                                                              | Ken Lorraway 17,54 m                                                        | Aston Llewellyn Moore 16,76 m                                             |
| Lancer du poids   | Bruno Pauletto 19,55 m                                                            | Michael Winch 18,25 m                                                       | Luby Chambul 17,46 m                                                      |
| Lancer du disque  | Bradley Cooper 64,04 m                                                            | Robert Gray 60,66 m                                                         | Bishop Dolegiewicz 60,34 m                                                |
| Lancer du marteau | Robert Weir 75,08 m                                                               | Martin Girvan 73,62 m                                                       | Christopher Black 69,84 m                                                 |
| Lancer du javelot | Mike O'Rourke 89,48 m                                                             | Laslo Babits 84,88 m                                                        | Zakayo Malekwa 80,22 m                                                    |
| Décathlon         | Daley Thompson 8 410 pts                                                          | Dave Steen 8 004 pts                                                        | Fidelis Obikwu 7 726 pts                                                  |
| 30 km Marche      | Steven Barry 2 h 10 min 16 s                                                      | Marcel Jobin 2 h 12 min 24 s                                                | Guillaume Leblanc 2 h 14 min 56 s                                         |

### Femmes
| Épreuves              | Or                                                                                           | Argent                                                                              | Bronze                                                                              |
| --------------------- | -------------------------------------------------------------------------------------------- | ----------------------------------------------------------------------------------- | ----------------------------------------------------------------------------------- |
| 100 m                 | Angella Issajenko 11 s 00                                                                    | Merlene Ottey 11 s 03                                                               | Colleen Pekin 11 s 24                                                               |
| 200 m                 | Merlene Ottey 22 s 19                                                                        | Kathy Cook 22 s 21                                                                  | Angella Issajenko 22 s 48                                                           |
| 400 m                 | Raelene Boyle 51 s 26                                                                        | Michelle Scutt 51 s 97                                                              | Joslyn Hoyte-Smith 52 s 53                                                          |
| 800 m                 | Kirsty Wade 2 min 01 s 31                                                                    | Anne Purvis 2 min 01 s 52                                                           | Heather Barralet 2 min 01 s 70                                                      |
| 1 500 m               | Christina Cahill 4 min 08 s 28                                                               | Gillian Dainty 4 min 10 s 80                                                        | Lorraine Moller 4 min 12 s 67                                                       |
| 3 000 m               | Anne Audain 8 min 45 s 53                                                                    | Wendy Sly 8 min 48 s 47                                                             | Lorraine Moller 8 min 55 s 76                                                       |
| 100 m haies           | Shirley Strong 12 s 78                                                                       | Lorna Booth 12 s 90                                                                 | Susan Kamel 13 s 10                                                                 |
| 400 m haies           | Debbie Flintoff-King 55 s 89                                                                 | Ruth Kyalisima 57 s 10                                                              | Yvette Wray 57 s 17                                                                 |
| Relais 4 × 100 mètres | Angleterre Beverley Goddard-Callender Kathy Cook Sonia Lannaman Wendy Hoyte 43 s 15          | Canada Angela Bailey Angella Issajenko Marita Payne Molly Killingbeck 43 s 66       | Jamaïque Cathy Rattray-Williams Grace Jackson Lelieth Hodges Merlene Ottey 43 s 69  |
| Relais 4 × 400 mètres | Canada Angella Issajenko Charmaine Crooks Jillian Richardson Molly Killingbeck 3 min 27 s 70 | Australie Debbie Flintoff-King Denise Boyd Leanne Ewans Raelene Boyle 3 min 27 s 72 | Écosse Sandra Whittaker Angela Bridgeman Anne Purvis Linsey MacDonald 3 min 32 s 92 |
| Saut en hauteur       | Debbie Brill 1,88 m                                                                          | Christine Stanton 1,88 m                                                            | Barbara Simmons 1,83 m                                                              |
| Saut en longueur      | Shonel Ferguson 6,91 m                                                                       | Robyn Lorraway 6,88 m                                                               | Beverly Kinch 6,78 m                                                                |
| Lancer du poids       | Judy Oakes 17,92 m                                                                           | Gael Martin 17,68 m                                                                 | Rosemary Hauch 16,71 m                                                              |
| Lancer du disque      | Meg Ritchie 62,98 m                                                                          | Gael Martin 58,64 m                                                                 | Lynda Whitlely 54,78 m                                                              |
| Lancer du javelot     | Sue Howland 64,46 m                                                                          | Petra Rivers 62,28 m                                                                | Fatima Whitbread 58,86 m                                                            |
| Heptathlon            | Glynis Nunn 6 282 pts                                                                        | Judy Simpson 6 214 pts                                                              | Jill Ross 5 981 pts                                                                 |

## Légende
Records et Performances
- AR : Record continental (area record)
- CR : Record des championnats (championship record)
- MR : Record du meeting (meet record)
- NR : Record national (national record)
- OR : Record olympique (olympic record)
- PR : Record paralympique (paralympic record)
- PB : Record personnel (personal best)
- SB : Meilleure performance personnelle de la saison (season's best)
- WL : Meilleure performance mondiale de l'année (world leader)
- WJR : Record du monde junior (world junior record)
- WR : Record du monde (world record)

Circonstances et Conditions
- DNF : N'a pas terminé (did not finish)
- DNS : N'a pas pris le départ (did not start)
- DQ : Disqualification (disqualification)
- NM : Aucun essai valable enregistré (No Mark)
- Q : Qualifié « directement » au prochain tour (ou à la prochaine compétition), lors d'une compétition majeure, grâce au classement ou à la réalisation des minima (automatic qualifier)
- q : Qualifié au prochain tour (ou à la prochaine compétition), lors d'une compétition majeure, grâce au repêchage ou à la réalisation de l'une des meilleures performances parmi celles des « non qualifiés directement » (grâce au meilleur temps ou à la meilleure distance par exemple) (secondary qualifier)